# Керований прискорювачем підкритичний реактор
Керований прискорювачем підкритичний реактор — це конструкція ядерного реактора, утворена шляхом поєднання підкритичної активної зони ядерного реактора з високоенергетичним прискорювачем протонів або електронів. Він міг би використовувати як паливо торій, якого більше, ніж уран.
Нейтрони, необхідні для підтримки процесу поділу, будуть забезпечуватися прискорювачем частинок, який виробляє нейтрони шляхом сколювання або виробництва фотонейтронів. Ці нейтрони активують торій, що дозволяє досягти поділу без необхідності робити реактор критичним. Однією з переваг таких реакторів є відносно короткий період напіврозпаду їх відходів. Для протонних прискорювачів протонний промінь високої енергії впливає на розплавлену свинцеву мішень всередині активної зони, відколюючи або «вириваючи» нейтрони з ядер свинцю. Ці нейтрони перетворюють фертильний торій в протактиній-233 і через 27 днів в уран-233, що розщеплюється, і запускають реакцію поділу в урані.
Торієві реактори можуть виробляти енергію із відходів плутонію, що залишився після уранових реакторів. Торій не потребує значної очистки, на відміну від урану, і має більший вихід нейтронів на поглинений нейтрон.

## Розробки прискорювача
EMMA — це новий тип прискорювача частинок, який може підтримувати керований прискорювачем ядерний реактор. Прототип був побудований в лабораторії Дарсбері в Чеширі, Велика Британія. Унікальність EMMA в тому, що це новий гібрид циклотрона і синхротрона, який поєднує їх переваги в компактній, економічній формі. EMMA — це немасштабований прискорювач із змінним градієнтом із фіксованим полем (FFAG). Прототип прискорює електрони від 10 до 20 МеВ, використовуючи наявний прискорювач ALICE як інжектор. Прототип прискорює електрони замість протонів, але генератори протонів можуть бути побудовані за тими ж принципами.

## Безпека
На відміну від урану-235, торій не ділиться — він по суті не розщеплюється сам, демонструючи період напіврозпаду 14,05 мільярдів років (в 20 разів більше, ніж у U-235). Процес поділу припиняється, коли зупиняється протонний промінь, як при втраті живлення, оскільки реактор підкритичний. Виробляється мікроскопічна кількість плутонію, а потім спалюється в тому ж реакторі.

## Дизайн Руббіа
Норвезька група Aker Solutions  отримала патент США на «Підсилювач енергії для виробництва ядерної енергії з керуванням прискорювачем пучка частинок» (US patent 5774514), проєкт проводить лауреат Нобелівської премії фізик Карло Руббіа і працює над торієвим реактором. Компанія пропонує мережу невеликих реакторів потужністю 600 мегават, розташованих під землею, які можуть забезпечувати невеликі мережі та не вимагають величезного об'єкта для безпеки та безпеки. Вартість першого реактора оцінюється в 2 мільярди фунтів стерлінгів.
Річард Гарвін і Георгій Харпак детально описують підсилювач енергії у своїй книзі «Мегавати і мегатони: поворотний момент у ядерну епоху?» (2001) на сторінках 153—163.
Раніше загальна концепція підсилювача енергії, а саме підкритичного реактора з прискорювачем, була висвітлена в «Друга ядерна ера» (1985), книзі Елвіна М. Вайнберга та інших.